# Emanuele De Francesco
Emanuele De Francesco (Barile, 10 luglio 1921 – Decollatura, 10 novembre 2011) è stato un militare e prefetto italiano, Alto Commissario per la lotta alla mafia dal 1982 al 1985.

## Biografia
Entrò nel 1943 nel Corpo degli agenti di Pubblica sicurezza. Nel 1947 ricevette la medaglia d'argento al valor militare per un'azione compiuta nel dicembre 1945 da vice commissario durante la lotta al banditismo in Irpinia..
Nominato vice questore di Palermo nel 1964, nel 1973 divenne questore di Cosenza e nel 1974 di Catania. Nel 1977 è questore di Roma, dove è tra gli investigatori del sequestro Moro, fino a quando nel 1979 è nominato capo della Criminalpol.
Poche settimane dopo è nominato Prefetto e inviato a Torino a coordinare la lotta al terrorismo
Nel luglio 1981 fu nominato direttore del SISDE. Nel febbraio 1982 chiamò a Roma come responsabile Sisde per la Sicilia l'ex capo della mobile di Palermo Bruno Contrada.
Fu il primo a ricoprire l'incarico di Alto commissario per il coordinamento della lotta contro la delinquenza mafiosa.
Fu nominato Alto commissario con decreto del Governo Spadolini II del 6 settembre del 1982, contestualmente alla sua nomina come Prefetto di Palermo, dove fu chiamato già il 7 settembre a ricoprire il posto lasciato dal generale Carlo Alberto dalla Chiesa  ucciso tre giorni prima. 
De Francesco mantenne anche l'incarico di direttore dell'intelligence civile fino al marzo 1984, quando lo sostituì il futuro capo della Polizia Vincenzo Parisi
In prefettura costituì l'Ufficio misure di prevenzione, primo in Italia, per accertamenti e confisca dei beni mafiosi. Chiamò Contrada dal settembre 1982 come capo di gabinetto dell'Alto commissariato.
Durante quegli anni vi furono le confessioni di Tommaso Buscetta, il clamoroso "blitz di San Michele" (dove furono emanati 360 mandati di cattura), e l'arresto di Vito Ciancimino e dei potenti esattori Nino e Ignazio Salvo.
De Francesco fu sostituito al vertice dell'Alto commissariato, su sua stessa richiesta il 22 marzo 1985 dal prefetto Riccardo Boccia.
De Francesco venne contemporaneamente nominato consigliere della Corte dei Conti e commissario di governo per la Regione Calabria.
Nel 1992 divenne cavaliere dell'Ordine del Santo Sepolcro

## Onorificenze
- 1985 Medaglia d'oro ai benemeriti della scuola della cultura e dell'arte[9]
- 1982 Cavaliere di Gran Croce Ordine al Merito della Repubblica Italiana[10]
- 1980 Grande Ufficiale Ordine al Merito della Repubblica Italiana[11]
- 1947 Medaglia d'argento al valore militare